# Thrixspermum agamense
Thrixspermum agamense är en orkidéart som beskrevs av Johannes Jacobus Smith. Thrixspermum agamense ingår i släktet Thrixspermum och familjen orkidéer. Inga underarter finns listade i Catalogue of Life.